# Minucia simplex
Minucia simplex là một loài bướm đêm trong họ Erebidae.